# جالاباجار
جالاباجار (بالإنجليزية: Galapagar)‏ هي بلدية ومدينة في منطقة الحكم الذاتي وتقع في منطقة مدريد في وسط إسبانيا. تبلغ مساحة هذه المدينة 65 (كم²)، ويبلغ عدد سكانها 32393 نسمة حسب إحصاء سنة 2010 م.

## وصلات خارجية
- الموقع الرسمي